# Wykrzyknik (część mowy)
Wykrzyknik – nieodmienna część mowy wyrażająca m.in. silne stany emocjonalne, uczucia oraz ujawniająca emocje mówiącego (np. życzenia, rozkazy) bądź naśladująca dźwięki otaczającego świata. Inaczej mówiąc są to wyrazy służące do uwydatniania uczuć lub woli mówiącego oraz leksemy będące dźwiękową imitacją zjawisk otaczającego nas świata. 
Nazwy tej używa się w stosunku do różnych jednostek językowych, ponieważ ich zbiory są wyznaczane przez językoznawców na podstawie różnych kryteriów (np. zbiór wykrzykników wyznaczony na podstawie kryteriów składniowych będzie się różnił od zbioru wyznaczonego na podstawie kryteriów semantycznych czy pragmatycznych). Najczęściej przy wyznaczaniu wykrzykników spośród innych części mowy bierze się pod uwagę wszystkie trzy kryteria tj. semantyczne, składniowe i morfologiczne.
Za pomocą wykrzykników można wpływać na zachowania  odbiorcy (hallo, hola, sio), można sygnalizować takie uczucia jak smutek, żal (ach, och), zdziwienie (ej), radość (ha). Naśladowanie dźwięków otaczającego świata wyrażają onomatopeje (bęc, chlup, trach). 
Wykrzyknik jest samodzielną częścią mowy, nie wchodzi zasadniczo w związki składniowe z innymi wyrazami w wypowiedzeniu (zdaniu) mogą natomiast stanowić samodzielną wypowiedź (występować w roli samodzielnych wypowiedzeń lub być poza zdaniem). Wyjątkowo mogą pełnić funkcję orzeczenia (niektóre dźwiękonaśladowcze oraz wyrażające wolę), np. Chłopak hop przez płot.
Wykrzykniki właściwe nie mają konkretnej budowy słowotwórczej, natomiast pochodne mogą taką budowę wykazywać.
Wykrzykniki i wyrazy dźwiękonaśladowcze można też podzielić na podgrupy według różnych kryteriów np. pochodzenia, dźwięków, jakie naśladują (onomatopeje), wyrażanych emocji i uczuć, do kogo są skierowane itd.
Wykrzykniki (spośród innych części mowy) można wyodrębnić na podstawie dwóch kryteriów tj. składniowego (syntaktycznego) i znaczeniowego (semantycznego). Natomiast kryterium trzecie tj. morfologiczne (fleksyjne) pozwala wyodrębnić jedynie grupę leksemów nieodmiennych, do których zaliczamy wykrzykniki.

## Charakterystyka wykrzykników

### Podział wykrzykników ze względu na pochodzenie
Wykrzykniki ze względu na pochodzenie możemy podzielić na trzy kategorie formalne tj. właściwe, wtórne i pochodne.
- Wykrzykniki wtórne to takie wykrzykniki, które wywodzą się od form wyrazowych lub całych zdań i swoją funkcję pełnią wtórnie. Są to jednostki językowe zleksykalizowane, będące jedynie znakami wyrażającymi emocje mówiącego (np. psiakrew, cholera, kurczę).
- Natomiast wykrzykniki pochodne to wykrzykniki związane swym pochodzeniem od innych części mowy (rzeczowników, czasowników, przymiotników, przysłówków, spójników oraz partykuł), które zatraciły pierwotne znaczenie (np. dalibóg, biada, precz, wara, przebóg).
- Wykrzykniki właściwe niezwiązane formalnie z innymi częściami mowy, rozpoznawane są tylko na podstawie właściwego im znaczenia (np. ach, och, hej, hop, halo, e, oj, aj, bęc).

Wykrzykniki wtórne i pochodne często nakładają się na siebie, dlatego też można je traktować jako jedną grupę.

### Podział wykrzykników (szkolny)
Według tej metody wykrzykniki dzielą się na:
- Wyrażające uczucia (pożądane, niepożądane, neutralne).
- Wyrażające wolę (powitania, kontaktu ze zwierzętami).
- Dźwiękonaśladowcze.
- Apelatywne.

### Podział wyrazów według kryterium syntaktycznego (składniowego)
Najbardziej pomocne do odróżnienia tej klasy wyrazów od innych części mowy jest kryterium syntaktyczne (składniowe). Według tego kryterium wykrzykniki to klasa wyrazów, które są nieodmienne (kryterium morfologiczne) i mogą funkcjonować jako samodzielne wypowiedzenia niezależnie od kontekstu (w odróżnieniu od spójników, przyimków i partykuł) np. wyrazy ach i ej należą do zbioru wykrzykników, ponieważ mogą występować jako odrębne wypowiedzenia (można ich użyć w izolacji np. powiedzieć Ach! do samego siebie). Natomiast leksemy nad oraz i, mimo że też są nieodmienne, nie należą do tego zbioru, bo nie mogą funkcjonować samodzielnie (co prawda można powiedzieć I…? albo Nad, ale takie użycia wymagają szerszego kontekstu dialogowego). Wykrzykniki te jedynie uzupełniają informacje zawarte w zdaniu (np. aj, brr, brzęk, fuj, hej, ho, och, mee, nie, pst, tak, uwaga) i prymarnie pozostają poza wszelkimi związkami syntaktycznymi (funkcjonują jako samodzielne wypowiedzenia). Jednak nawet stosując kryterium syntaktyczne do wyznaczenia tej części mowy nie otrzymuje się jednorodnego zbioru. Niektóre wykrzykniki sekundarnie (dźwiękonaśladowcze) mogą występować w funkcji orzeczenia w zdaniach oznaczających czynność najczęściej momentalną (np. bzz, hop, hyc, brzdęk, buch, bęc, cap, ciach, frr, hola, kap, smyk, trzask). Wykrzykniki apelatywne mogą łączyć się z formami trybu rozkazującego (np. halo) i wołacza (np. uwaga, precz).

### Podział wykrzykników według kryterium syntaktycznego (składniowego), morfologicznego i znaczeniowego
Według tego podziału wyodrębnia się cztery grupy wykrzykników. Wykrzykniki, funkcjonujące wyłącznie jako samodzielne wypowiedzenia niezależnie od kontekstu (wykrzykniki prymarne, wykrzykniki wtórne) oraz sekundarne, które mogą funkcjonować zarówno samodzielnie, jak i być częścią szerszych wypowiedzeń (wykrzykniki onomatopeiczne i wykrzykniki apelatywne).
- Wykrzykniki prymarne to wykrzykniki, które występują samodzielnie w wypowiedzeniu i nie wchodzą w związki syntaktyczne z innymi wyrazami (np. ach, och, o, oj, aj, ej, fu). Wykrzykniki te najczęściej wyrażają stany emocjonalne (wykrzykniki emotywne) lub stany intelektualne (wykrzykniki kognitywne) (np. aha, oho). Wykrzykniki emotywne mogą wyrażać bardzo różne stany emocjonalne i uczucia, np. strach, gniew, niepokój, gniew, radość, żal. Najczęściej jeden wykrzyknik, wyraża kilka różnych emocji lub emocje mieszane. Ich rodzaj zależy najczęściej od kontekstu, w jakim został użyty.
- Wykrzykniki wtórne to wykrzykniki, które mogą występować samodzielnie, różnią się od wykrzykników prymarnych tym, że wywodzą się form wyrazowych lub całych zdań i swoją funkcję jako wykrzykniki pełnią wtórnie. Są to jednostki językowe zleksykalizowane, będące jedynie znakami wyrażającymi emocje mówiącego (np. psiakrew, psiajucha, cholera, choroba, kurczę).
- Wykrzykniki apelatywne to wykrzykniki, które mogą wchodzić w związki składniowe z innymi wyrazami (pełnić funkcję orzeczenia) lub występować samodzielnie (np. precz, huzia, jazda, wara, won).
- Wykrzykniki onomatopeiczne (wykrzykniki dźwiękonaśladowcze) to wykrzykniki, które mogą wchodzić w związki składniowe z innymi wyrazami. Wyrazy te imitują odgłosy otaczającego nas świata. Występują one samodzielnie, ale mogą też pełnić funkcję orzeczenia (np. hop, bęc, bzz, chlup, skrzyp, szur, ciach, hyc, buch).

### Ogólny podział wyrazów ze względu na odmianę (kryterium morfologiczne)
Kryterium to dzieli części mowy na odmienne i nieodmienne. Odmienne z kolei można podzielić na kilka innych grup według różnych kryteriów morfologicznych. Wykrzykniki zaliczamy do nieodmiennych części mowy. Jest jednak pewna grupa wykrzykników, która wykazuje charakterystyczne cechy części mowy odmiennej (budowa słowotwórcza). Są to wyrazy pochodzące od innych części mowy. Nie mogą być one jednak odmieniane, bo przestałyby pełnić swoją rolę (składniową, znaczeniową). Mimo to można podzielić je na grupy według wykazywanych przez nie cech fleksyjnych.

### Podział wykrzykników według innych kryteriów
Wykrzykniki można także podzielić według innych kryteriów niż te opisane wyżej, np. kryterium języka pochodzenia, czyli czy dany leksem wywodzi się z języka obcego (jeśli tak, to z jakiego) czy też jest rodzimym wyrazem. I tak, np. aloha, adieu, apage, banzaj, basta, to wykrzykniki zapożyczone z innych języków.

### Budowa wykrzykników
Wykrzykniki właściwe nie wykazują żadnych znamion formalnych, są wyrazami bez formy, rozpoznajemy je na podstawie właściwego im znaczenia, np. aj, be, fe, fuj, oj, och, ło.
Wykrzykniki pochodne (wtórne), przez swój związek z innymi częściami mowy, zewnętrznie wykazują pewne składniki formalne, ale cząstki te pozbawione są właściwego sobie znaczenia i dlatego tworzą jednolite połączenia głoskowe, wewnętrznie, czyli znaczeniowo nie rozkładając się na cząstki pomniejsze i jest wskutek tego również pozbawiona wyrażanej budowy morfologicznej, bo budowa morfologiczna wyrazu jest układem właściwych mu cząstek znaczeniowych. Gdy cząstki te zatracą zawartą w nich niegdyś treść znaczeniową, nie mają już swojego pierwotnego charakteru składników morfologicznych, np. dali + bóg, darz + bór, dla + boga, kurde + balans, kuku + ryku, psia + krew, psia + mać, prze + bóg.